# Претр, Жорж
Жорж Претр (фр. Georges Prêtre; 14 августа 1924, Вазье, департамент Нор, Франция — 4 января 2017) ― французский дирижёр.

## Биография
Музыке обучался в консерватории города Дуэ, затем ― в Парижской консерватории у Мориса Дюрюфле (гармония) и Андре Клюитанса (дирижирование).
Дирижёрский дебют Претра состоялся в 1946 году в Марсельской опере в опере Лало «Король из города Ис», в последующие десять лет работал в небольших оперных театрах Лилля и Тулузы, часто выступая под псевдонимом Жорж Дерен.
В 1956 году впервые выступил в Париже, где руководил первой французской постановкой оперы Рихарда Штрауса «Каприччио» в театре «Опера-комик». Среди других произведений, которые впервые прозвучали под управлением Претра ― опера «Человеческий голос» (1959) и «Gloria» (1961) Франсиса Пуленка.
С 1960 года регулярно выступал в Гранд-опера, где в 1966―1971 годах занимал пост музыкального руководителя.
В 1959 году дебютировал в США в Чикагской опере, в 1964 году ― в «Метрополитен-опера», в 1965 году ― в «Ла Скала» и «Ковент-Гарден», наконец, в 1966 году ― на Зальцбургском фестивале.
В последующие годы вёл активную дирижёрскую карьеру с разными европейскими и американскими оркестрами, в том числе с Венским симфоническим оркестром в 1986―1991 годах.
В 1996—1998 годах возглавлял Симфонический оркестр Штутгартского радио.
В 2008 году стал первым французским дирижёром, руководившим Новогодним концертом в Вене, он же стоял за пультом в 2010 году.
Творческие интересы Претра касаются, прежде всего, французской музыки XIX-XX веков. Часто исполняет произведения немецких и австрийских (В. А. Моцарт, Р. Вагнер, И. Штраус, Р. Штраус, А. Берг), русских (А. П. Бородин, П. И. Чайковский, И. Стравинский) композиторов.
Претр сделал ряд записей, среди которых ― оперы «Тоска» и «Кармен» с Марией Каллас в заглавных партиях (1964), «Самсон и Далила», «Вертер», «Искатели жемчуга», все симфонии Сен-Санса, Пятая симфония Дворжака, «Симфония псалмов» Стравинского, сочинения Пуленка и другие произведения.

## Награды
- Великий офицер ордена Почётного легиона (13 июля 2009 года)[5][6]
- Командор ордена Почётного легиона (20 февраля 2004 года)[6][7]
- Офицер ордена Почётного легиона (1984 год)[8]
- Командор национального ордена «За заслуги» (1995 год)[9]
- Кавалер Большого креста ордена «За заслуги перед Итальянской Республикой» (6 декабря 1995 года)[10]
- Великий офицер ордена «За заслуги перед Итальянской Республикой» (17 апреля 1991 года)[11]
- Командор ордена «За заслуги перед Итальянской Республикой» (2 июня 1982 года)[12]